# محمد أبو شهبة
محمد محمد أبو شهبة (1332 هـ - 1403 هـ/ 15 سبتمبر 1914- 15 يوليو 1983)، هو عالم فقيه إسلامي وموسوعي وعلم من أعلام الحديث في هذا العصر، مفسر جليل صاحب غيرة على الكتاب والسنة، وقضى حياته على خدمتهما، وله مؤلفات قيمة نافعة. لم يأخذ الشيخ حظه من الشهرة، ولا يعرفه إلا طلاب العلم الجادون، فالشيخ ممن عمل بصمت، ولم يكن ساعياً لشهرة أو مكانة، وكان يكنى بأبي السادات، وقال في مقدمة كتابه السيرة النبوية «لقد منّ الله علي بثلاثة ذكور: محمد رضا، أبو بكر، وعمر فلم يكن أحب إلى نفسي من هذه الكنية».

## حياته ونشأته
ولد الشيخ رحمه الله في قرية منية جناج الواقعة على ضفاف النيل، إحدى قرى مركز دسوق والتي تتبع لمحافظة كفر الشيخ في 25 شوال 1332 هـ الموافق 15 سبتمبر 1914م، وأسرة أبو شهبة إحدى الأسر العربية التي اشتهرت بالفروسية وحب الجهاد في سبيل الله.
دفع به والده رحمه الله إلى كتّاب القرية وهو في سن الرابعة لتعلم القرآن الكريم والقراءة والكتابة وأصول الدين، وقد منّ الله عز وجل عليه بحفظ نصف القرآن الكريم وهو في سن التاسعة، وكان والده قد نذره من أول يوم من ولادته للقرآن الكريم وحضور حلقات العلم في الأزهر. انتقل الشيخ من الكتّاب إلى المدارس الأولية، وحصل على الشهادة الأولية وهو في سن الثانية عشرة، وقد حفظ في المدارس الأولية النصف الباقي من كتاب الله عز وجل. التحق الشيخ بمعهد دسوق الديني سنة 1344ه-1925م، ثم التحق بمعهد طنطا الثانوي سنة 348ه-1930م.
في سنة 1335ه – 1935م التحق الشيخ بكلية أصول الدين، وأخذ الشهادة العالية سنة 1357ه-1939م وكان من الطلاب الأوائل، ثم التحق بالدراسات العليا: شعبة التفسير والحديث، ونجح في الامتحان التمهيدي للعالمية عام 1363ه-1944م، وناقش رسالة الدكتوراه أمام لجنة خماسية من كبار العلماء فنالها بامتياز في شهر ذي الحجة سنة 1365ه نوفمبر 1946م.

## مسيرته
أعير الشيخ في وقت مبكر إلى المملكة العربية السعودية للتدريس في المعهد العالي الذي صار فيما بعد كلية للشريعة، ووضع المناهج الدينية والعلمية في السعودية، وقضى أربع سنوات بجوار بيت الله الحرام. أعير الشيخ إلى كلية الشريعة في جامعة بغداد سنة 1342ه 1963م وأقام بها عاماً وكان له درس في جامع الإمام أبي حنيفة النعمان في بغداد. عين مدرساً في كلية أصول الدين بجامعة الأزهر في شهر رجب 1384ه ديسمبر 1964م ثم رقي إلى أستاذ مساعد، ثم أستاذ إلى أن وصل إلى رتبة العمادة. في عام 1345ه 1966م أعير للجامعة الإسلامية بأم درمان في السودان، فمكث فيها ثلاث سنوات، وكانت الجامعة توفده في كل رمضان إلى غرب السودان للدعوة هناك.
في أكتوبر 1969 عين أول عميد لكلية أصول الدين، أول كلية في أول فرع أنشئ لجامعة الأزهر بأسيوط . وما زال يسير بالكلية قدماً حتى اكتملت سنواتها الأربع عام 1972 ـ 1973 . وما زال يسعى حتى أنشئت بفرع الجامعة كليتان أخريان . كلية اللغة العربية وكلية الشريعة الإسلامية والقانون.

## ارثه
كان الشيخ رحمه الله من العلماء البارزين في العطاء والنشاط، وكان الأنموذج الأمثل والقدوة المثالية لأهل العلم والفضل، يسعى لخدمة دينه وأمته وتراثها. كان الشيخ ينصح بالقراءة للمتقدمين كما نقل عنه تلميذه أحمد معبد عبد الكريم -حفظه الله- فكان يقول: إذا قرأت للمتقدمين صرت سابقاً للمتأخرين، وإذا قرأت للمتأخرين جعلوك وراءهم.

### دعوته ونشاطه عبر وسائل الإعلام
كان للشيخ رحمه الله درس يومي في إذاعة القرآن الكريم بالمملكة العربية السعودية اسمه (قراءات من صحيح البخاري مع شرحها)، وله دروس أذيعت على الإذاعات المرئية والمسموعة على إذاعة القرآن الكريم في السعودية وفي مصر والعراق والسودان، وكتب الشيخ في كبرى المجلات الدينية والعلمية والأدبية في مصر وغيرها من بلاد الإسلام، وألقى الكثير من المحاضرات وحضر الكثير من الندوات.

## مؤلفاته
أولاً: التراث المخطوط:
توفيق الباري في شرح صحيح البخاري (هذا الكتاب يقع في نحو خمسة عشر مجلداً, ولم ير النور حتى الآن)
ثانياً: الكتب التي طبعت ونشرت في حياة الشيخ رحمه الله :
(1)  المدخل لدراسة القرآن الكريم «مجلد»: مكتبة السنة.
(2)  أعلام المحدثين «مجلد».
(3)  السيرة النبوة في ضوء القرآن والسنة «مجلدان»: دار البشير جدة.
(4)  في أصول الحديث
(5)  علوم الحديث «ثلاثة أجزاء».
(6)  دفاع عن السنة ورد شبه المستشرقين والكتاب المعاصرين «مجلد»: مكتبة السنة.
(7)  شرح المختار من صحيح مسلم «ثلاثة أجزاء».
(8)  رسالة في الإسراء والمعراج: مكتبة السنة.
(9)  في رحاب الكتب الستة: مجمع البحوث.
(10) الربا في نظر الإسلام وحلول للمشكلة: مكتبة السنة.
(11) الإسرائيليات والموضوعات في كتب التفسير «مجلد»: مكتبة السنة.
(12) الحدود في الإسلام مقارنة بالقانون الوضعي: مجمع البحوث.
(13) الوسيط في علوم الحديث «مجلد»: مكتبة السنة.
(14) تفسير سورة الواقعة
ثالثاً: الكتب التي جمعت وأعدت للنشر من مقالاته وبحوثه «نشر مكتبة السنة»:
(1)  من هدي السنة في الدين والحياة: جمع وإعداد الشيخ أحمد مصطفى فضلية.
(2)  من أعلام الإسلام: جمع وإعداد الشيخ أحمد مصطفى فضلية.
(3)  الحج في ضوء القرآن والسنة: جمع وإعداد الشيخ أحمد مصطفى فضلية.
(4)  الصوم في ضوء القرآن والسنة: جمع وإعداد الشيخ أحمد مصطفى فضلية.
(5)  الإسلام وقضايا العصر؛ جزءان: جمع وإعداد الشيخ أحمد مصطفى فضلية.
(6)  قضايا وأراء في ضوء الإسلام: جمع وإعداد الشيخ أحمد مصطفى فضلية.
(7)  دراسات قرآنية.
(8)  الإسلام وإصلاح المجتمع.

## وفاته
توفي في أيام عيد الفطر المباركة في صبيحة يوم الجمعة 5 شوال 1403 هـ الموافق 15 يوليو 1983م، عن عمر يناهز تسعة وستين عامًا، وصلى عليه جمع غفير من علماء الأزهر وطلابه، وحشد كبير في جامع الأزهر مؤتمين بالشيخ جاد الحق علي جاد الحق، ودُفن الشيخ في مدافن الأسرة بمدينة نصر.